# 1月26日
1月26日是阳历（平年）年的第26天，离一年的结束还有339天（闰年的話还有340天）。

## 大事记

### 19世紀以前
- 前1046年（周武王十一年，亦说前1027年）：周发动牧野之战并胜利，宣告长达八百余年的周朝统治开始。
- 1291年：忽必烈命令郭守敬开凿通惠河。
- 1531年：葡萄牙里斯本发生了大地震，造成约3万人死亡。
- 1564年：在立窩尼亞戰爭期間，立陶宛大公國軍隊在烏拉戰役中擊敗俄羅斯沙皇國軍隊。
- 1699年：鄂圖曼帝國與數個神聖同盟國家簽署《卡洛維茨條約》，大土耳其戰爭結束。
- 1736年：波蘭立陶宛聯邦波蘭國王、立陶宛大公斯坦尼斯瓦夫一世讓位給奧古斯特三世。
- 1788年：英国航海家亚瑟·菲利普率领第一舰队移民定居悉尼，正式在澳洲建立殖民地。

### 19世紀
- 1841年：查理·义律和伯麦率领英国军队在水坑口登陆香港岛，宣示正式占领香港。
- 1871年：英格蘭橄欖球聯合會成立。
- 1885年：苏丹马赫迪起义军攻克喀土穆，成立独立国家。

### 20世紀
- 1905年：史上最大的寶石級鑽石原石於南非豪登省被發現，其重量達3,107克拉。
- 1918年：獲得蘇維埃俄國支援的赤衛隊將赫爾辛基帕西托尼酒店作為作戰總部，芬蘭內戰爆發。
- 1923年：孙文和苏联代表阿道夫·阿布拉莫維奇·越飛签署联合宣言，正式联俄。
- 1924年：俄羅斯城市，聖彼得堡改名為列寧格勒。
- 1934年：纳粹德国和波兰第二共和国签署《德波互不侵犯条约》，承诺10年内放弃武装冲突。
- 1939年：佛朗哥占领巴塞罗那，其後在西班牙建立独裁政权。
- 1947年：荷蘭皇家航空的一架道格拉斯DC-3在哥本哈根墜毀，22人死亡。
- 1949年：中华民国政府军事法庭在上海宣判日本侵华战犯冈村宁次以及其余260名日本战犯“无罪”。
- 1949年：美國加利福尼亞州帕洛馬山天文台的海爾望遠鏡開光，這是28年來世界上口徑最大的光學望遠鏡。
- 1950年：印度宣布成立共和国，拉金德拉·普拉萨德宣誓就任第一任总统。
- 1952年：中国共产党发出指示，开展三反五反运动。
- 1956年：第七届冬奥会在意大利贝卢诺省科尔蒂纳丹佩佐举办。
- 1965年：印度將印地語及英語作為官方語言。
- 1966年：博蒙特姐弟在澳洲南澳大利亞州格萊內爾格海灘失蹤，引發該國史上規模最大的調查行動。
- 1982年：英屬香港的怡和洋行成立150周年，並贊助該年的香港賀歲煙花滙演。
- 1983年：美国莲花公司发布Lotus 1-2-3电子表格软件。
- 1986年：香港沙田第一城瓦斯爆炸，造成3死4傷[1]。

### 21世紀
- 2001年：印度西部古吉拉特邦發生芮氏規模7.9強震；日本東京都新大久保車站發生乘客墜軌事故，共造成三人死亡。[2]
- 2003年：中華航空客機飛抵上海浦東國際機場執行臺商春節包機，為中華民國政府遷台後首架合法降落中國大陸的臺灣民航機。
- 2004年：一隻在臺灣雲林縣臺西鄉擱淺的抹香鯨在運送到臺南市安南區四草野生動物保護區途中，在臺南市鬧區，因內部蓄積過多腐敗氣體而造成身軀爆裂。[3]
- 2009年：马达加斯加塔那那利佛爆发骚乱並引发政治危机，导致总统马克·拉瓦卢马纳纳被罢免。
- 2017年：1·26浙江省中医院重大医疗事故。浙江省中医院一名技术人员违反“一人一管一抛弃”操作规程，在操作中重复使用吸管造成交叉污染，导致部分治疗者感染艾滋病病毒，造成重大医疗事故。经疾控机构检测，确诊5例。
- 2018年：香港恒生指數創下歷史最高收市點數，當日收報33,154.12點。[4][5]
- 2025年：沈阳市大东副食品商场发生爆炸，当局严密封锁信息。

## 出生
- 183年：甄夫人，魏文帝曹丕正妻。（221年逝世）
- 1205年：宋理宗赵昀，南宋皇帝。（1264年逝世）
- 1497年：後奈良天皇，日本第105代天皇。（1557年逝世）
- 1763年：卡爾十四世·約翰，瑞典和挪威聯合王國國王。（1844年逝世）
- 1880年：道格拉斯·麥克阿瑟，美國陸軍五星上將。（1964年逝世）
- 1884年：安得思，美國探險家、博物學家。（1960年逝世）
- 1904年：肖恩·麥克布賴德，愛爾蘭外交官，1974年諾貝爾和平獎得主。（1988年逝世）
- 1904年：安塞爾·凱斯，美國生理學家。（2004年逝世）
- 1911年：波利卡普·庫施，美国物理學家，1955年諾貝爾物理獎得主。（1993年逝世）
- 1917年：張國英，中華民國陸軍二級上將、退輔會主委。（2001年逝世）
- 1918年：尼古拉·齊奧塞斯庫，羅馬尼亞政治家，前任羅馬尼亞總統。（1989年逝世）
- 1919年：，英格蘭前職業足球運動員、足球教練。（2004年逝世）
- 1921年：盛田昭夫，日本企業家，索尼公司共同創辦人。（1999年逝世）
- 1925年：保羅·紐曼，美國男演員。（2008年逝世）
- 1930年：不破哲三，日本政治家，日本共產黨前主席。
- 1933年：埃爾科萊·巴爾迪尼，義大利男子自由車運動員。（2022年逝世）
- 1935年：弗里德里克·奧拉夫松，冰島西洋棋特級大師。（2025年逝世）
- 1945年：賈桂琳·杜·普蕾，英國大提琴演奏家。（1987年逝世）
- 1945年：芭芭拉·克魯格，美國觀念藝術家。
- 1948年：梁修身，台灣男演員、製作人、導演。
- 1948年：馬飼野康二，日本作曲家、編曲家、音樂家。
- 1950年：約爾格·海德爾，奧地利政治家，前奧地利自由黨主席。（2008年逝世）
- 1952年：錢果豐，香港企業家。
- 1953年：萊因哈德·比蒂科夫，德國政治人物，現任歐洲議會議員。
- 1953年：安諾斯·福格·拉斯穆森，丹麥政治人物，第24任丹麥首相。
- 1957年：天野正道，日本作曲家。
- 1957年：蘿絲瑪麗·懷絲，蘇格蘭天文學家。
- 1958年：菲利浦·弗孔，法國電影導演、編劇、製片人。
- 1958年：艾倫·狄珍妮，美國女演員、喜劇演員、主持人、作家、製片人。
- 1961年：韋恩·格雷茨基，加拿大職業冰球運動員。
- 1963年：若泽·穆里尼奥，葡萄牙足球運動員、教練。
- 1963年：楊潤雄，香港政務官，現任文化體育及旅遊局局長，前任教育局局長。
- 1963年：錢小豪，香港男演員
- 1964年：曹冀魯，台灣配音員、廣播節目主持人。
- 1965年：凱文·麥卡錫，美國政治人物，前任美國眾議院議長。
- 1966年：宋賽·西潘敦，寮國政治人物，現任寮國政府總理。
- 1967年：森川智之，日本男性聲優。
- 1969年：方文山，台灣作詞人。
- 1971年：安藝貴范，日本企業家，Good Smile Company社長。
- 1973年：新條真由，日本漫畫家。
- 1973年：布蘭登·羅傑斯，英國足球運動員、教練。
- 1975年：黃家俊，香港新聞從業員。
- 1976年：hitomi，日本女歌手。
- 1977年：文斯·卡特，美國NBA球員。
- 1979年：阿爾特姆·達齊申，烏克蘭芭蕾舞者。（2022年逝世）
- 1980年：小林沙苗，日本女性聲優。
- 1980年：成田紗矢香，日本女性聲優。
- 1982年：綾野剛，日本演員。
- 1982年：村上信五，日本歌手、演员。
- 1982年：KCM，韓國歌手。
- 1982年：雪乃紗衣，日本小說家。
- 1984年：羅雪娟，中國女子游泳運動員。
- 1985年：林予晞，臺灣女演員。
- 1986年：金在中，韓國歌手、演员。
- 1987年：黃鈺文，台灣女歌手。
- 1988年：米哈伊洛·日茲涅夫斯基，白俄羅斯活動家、記者，烏克蘭英雄。（2014年逝世）
- 1988年：Mia Rose，英國女歌手。
- 1989年：秦基周，韓國女演員。
- 1990年：陳敬德，香港足球運動員。
- 1990年：金敏英，韓國女演員。
- 1990年：塞吉歐·培瑞茲，墨西哥一級方程式賽車車手。
- 1993年：顏樂楓，香港足球運動員。
- 1993年：藤田茜，日本女性聲優。
- 1994年：約瑟夫·奎因，英國男演員。
- 1995年：吳宣儀，韓國女子偶像團體宇宙少女、中國女子偶像團體火箭少女101成員。
- 1996年：黃喜燦，韓國職業足球運動員。
- 1996年：任創均，韓國男子偶像團體MONSTA X成員。
- 1996年：瑪麗亞·佩卓薩，西班牙女演員、舞者、模特。
- 1998年：文彬，韓國男子偶像團體ASTRO成員。（2023年逝世）
- 1998年：鄭粲右，韓國男子偶像團體iKON成員。
- 1998年：宋繼揚，中國男演員。
- 2004年：Sullyoon，韓國女子偶像團體NMIXX成員。
- 2005年：亞歷克斯·拉尼耶，法國男子羽球運動員。
- 2008年：章魚保羅，德國水族館章魚，因能準確預測德國國家足球隊的比賽結果而有「章魚帝」之稱。（2010年逝世）

## 逝世
- 303年：司馬冏，西晉齊王，八王之亂中其中一王（生年不詳）
- 531年：魏孝莊帝元子攸，北魏皇帝（507年出生）
- 1210年：陸游，南宋诗人（1125年出生）
- 1824年：西奧多·傑利柯，法國畫家，浪漫主義畫派先驅（1791年出生）
- 1873年：洛伊希滕貝格的阿美莉，洛伊希滕貝格公主和巴西皇后（1812年出生）
- 1885年：查理·喬治·戈登，英國軍官（1833年出生）
- 1895年：阿瑟·凱萊，英國數學家（1821年出生）
- 1903年：亞歷山大·格里格斯，美國蒸汽船船長、政治人物（1838年出生）
- 1907年：必麒麟，英國探險家，首任華民護衛司（1840年出生）
- 1920年：愛德華·I·德維特，加拿大裔美國牧師、耶穌會士、美國天主教會歷史學家（1840年出生）
- 1931年：山口謹爾，日本醫學家（1883年出生）
- 1942年：費利克斯·郝斯多夫，德國數學家（1868年出生）
- 1947年：古斯塔夫·阿道夫亲王，瑞典王子（1906年出生）
- 1979年：納爾遜·洛克斐勒，美國慈善家、商人、政治家，第41任美國副總統（1908年出生）
- 1982年：米哈伊爾·蘇斯洛夫，蘇聯政治人物（1902年出生）
- 1998年：铃木镇一，日本小提琴家，音乐教育家（1898年出生）
- 2008年：章含之，中國外交官（1935年出生）
- 2009年：張露，中國及香港女歌手（1932年出生）
- 2013年：安岡章太郎，日本小說家（1920年出生）
- 2017年：林迪·德拉潘哈，牙買加職業足球運動員、體育記者（1927年出生）
- 2018年：鄔勵德，香港前殖民地官員，曾任工務司、立法局及市政局官守議員（1912年出生）
- 2018年：約翰·斯佩爾曼，美國政治人物，第18任華盛頓州州長（1926年出生）
- 2018年：蘇周艷屏，香港立法局前議員、新洲印刷創辦人（1927年出生）
- 2020年：路易·尼倫伯格，美國數學家（1925年出生）
- 2020年：，美國NBA職業籃球運動員（1978年出生）
- 2023年：王圩，中國半導體光電子學專家（1937年出生）
- 2025年：程凱，中國新聞人、記者（1946年出生）

## 节假日和习俗
- 国际海关日
- 印度：共和国日
- ：澳大利亚日
- 乌干达：解放日
- 巴拿马：工程師節
- ：杜阿尔特日
- 日本：文化財防火日